# 東京〜ここは、硝子の街〜
『東京〜ここは、硝子の街〜』（とうきょう〜ここは、ガラスのまち〜）は、2014年11月8日に公開の日本の映画。

## 概要
主演は木村敦と韓国人俳優のJK。中島知子は本作が芸能界復帰後の2回目の映画出演である。本作は第38回モントリオール世界映画祭のフォーカス・オン・ワールド・シネマ部門に出品された。
本作は東京ボーイズコレクションとのコラボレーション企画で、2014年に開催された第2回東京ボーイズコレクションでのファッションショーが収録されている。

## ストーリー
阿部トオルは、大学院で三島由紀夫について研究する一方、新宿二丁目でバー経営をする実業家のふたつの顔を持っている。ある日、トオルは、韓国から日本の芸能界で成功を夢見て来日したヨンと出会い恋愛関係となる。次第にふたりの愛は深まりあっていくのだが、ヨンがモデルデビューを果たした夜に何者かにヨンは殺害されてしまう。

## キャスト
- 阿部トオル / 須田アツシ：木村敦
- ヨン：JK
- 赤木春子：中島知子（元オセロ）
- 本間優子：田島令子
- 青木カズ：内山麿我
- 若山真一：大鷹明良
- 佐々木英彦：藤岡信昭
- 大石武一：藤田富
- 城山信吾：有本祐
- 福田康司：引地敬澄
- 川田幸秀：軽部進一
- 藤山昌史：吉川銀二

ほか

## スタッフ
- 監督：寺西一浩
- 助監督：トニー上原
- 製作総指揮：大原英嗣
- プロデューサー：藤原慎二、寺西一浩
- 原作：寺西一浩
- 脚本：寺西一浩、入江おろぱ
- 音楽：荒井久美子、岡部波音
- 主題歌：COLLECTION「真愛〜あい〜」
- 製作：2014「東京」製作委員会、HumanPictures